# Умершие в марте 1942 года
Это список известных людей, соответствующих установленным критериям значимости (см. Википедия:Критерии значимости персоналий), умерших в марте 1942 года.
Причина смерти указывается лишь в исключительных случаях (убийство, самоубийство, гибель в результате военных действий, смертная казнь, ДТП или несчастные случаи). В остальных случаях — не указывается.

## 1 марта
- Баич, Джюро (20) — хорватский студент-антифашист, Народный герой Югославии. Погиб в бою с усташами.
- Зарубин, Николай Николаевич (48) — советский филолог. Умер от голода в блокадном Ленинграде.
- Пакс, Фердинанд Албин (83) — немецкий ботаник.

## 2 марта
- Комиссаров, Константин Васильевич (43) — советский военачальник, участник Великой Отечественной войны, командир 65-го стрелкового корпуса, 183-й стрелковой дивизии. Погиб в бою
- Крисчен, Чарльз Генри (25) — американский свинговый и джазовый гитарист.
- Соловьёв, Сергей Михайлович (56) — русский поэт. Внук и полный тёзка историка С. М. Соловьёва. Репрессирован. Умер в госпитале для душевнобольных в эвакуации.

## 3 марта
- Амадей Савойский (43) — 3-й герцог Аостский, вице-король и генерал-губернатор Итальянской Восточной Африки (1937—1941). Умер в английском плену.
- Бернгейм, Эрнст (92) — немецкий историк, источниковед и методолог истории.
- Галкин, Алексей Семёнович (75) — военный деятель России и Украины. Умер в советской ссылке.
- Гольц, Борис Григорьевич (28) — советский ленинградский композитор. Умер в блокадном Ленинграде.
- Домани, Роберт (33) — югославский военный, участник Гражданской войны в Испании и Народно-освободительной войны, Народный герой Югославии (посмертно). Погиб в бою.
- Штайнбергер, Адольф (26) — югославский военный деятель еврейского происхождения, участник Гражданской войны в Испании и Народно-освободительной войны Югославии, Народный герой Югославии (посмертно). Казнён чётниками.

## 4 марта
- Богаткевич, Мечислав (38) — блаженный Римско-католической церкви, священник, мученик. Расстрелян немецкими оккупантами.
- Волков, Алексей Алексеевич (52) — советский государственный и партийный работник, и. о. 1-го секретаря ЦК КП(б) Белоруссии (1937—1938).
- Голлербах, Эрих Фёдорович (46) — советский искусствовед, художественный и литературный критик, библиограф и библиофил.
- Мачковяк, Владислав (31) — блаженный Римско-католической церкви, священник, мученик. Расстрелян немецкими оккупантами
- Петров, Николай Иванович (31) — капитан-лейтенант военно-морского флота СССР, командир подводной лодки «Щ-307».
- Пыртек, Станислав (28) — блаженный Римско-Католической Церкви, священник, мученик. Расстрелян немецкими оккупантами.

## 5 марта
- Аржаков, Степан Максимович (42) — советский якутский государственный, политический и хозяйственный деятель. Репрессирован, расстрелян по приговору военного трибунала. Реабилитирован посмертно.
- Бардт, Траугот Яковлевич (69) — русский архитектор. Репрессирован. Умер в ссылке. Реабилитирован посмертно.
- Владушич, Бранко (24) — югославский хорватский партизан, участник Народно-освободительной войны, Народный герой Югославии (посмертно). Погиб в бою с усташами.
- Дмитрий Павлович (50) — великий князь, первый сын великого князя Павла Александровича и Александры Георгиевны, внук Александра II, участник убийства Григория Распутина. Умер от туберкулёза, осложнившегося уремией в Швейцарии.
- Крамаренко, Лев Юрьевич (54) — российский и советский живописец. Умер в эвакуации в Самарканде.

## 6 марта
- Кубанёв, Василий Михайлович (21) — советский поэт. Умер от воспаления лёгких.
- Пелузо, Эдмондо (60) — итальянский революционер-коммунист, журналист-антифашист. Расстрелян по приговору советского суда. Реабилитирован посмертно.

## 7 марта
- Белавенец, Сергей Всеволодович (31) — советский шахматист и шахматный теоретик, мастер спорта СССР (1933). Трёхкратный чемпион Москвы (1932, 1937, 1938), участник Великой Отечественной войны. Погиб в бою
- Плоткин, Михаил Николаевич (29) — участник Великой Отечественной войны, помощник командира эскадрильи 1-го минно-торпедного авиационного полка 10-й бомбардировочной авиационной бригады военно-воздушных сил Краснознамённого Балтийского флота, Герой Советского Союза. Погиб при авиационном налёте.

## 8 марта
- Гардеман, Григорий Иванович — участник Великой Отечественной войны, , политрук 7-й стрелковой роты 71-го стрелкового полка (30-я стрелковая дивизия, 56-я армия, Южный фронт). Герой Советского Союза (посмертно). Погиб в бою.
- Давыдов-Лучицкий, Всеволод Владимирович — советский военачальник, полковник, командир 199-й стрелковой дивизии. Погиб на фронте.
- Капабланка, Хосе Рауль (53) — кубинский шахматист, шахматный литератор, дипломат, 3-й чемпион мира по шахматам (1921—1927), кровоизлияние в мозг.
- Онилова, Нина Андреевна (20) — Герой Советского Союза (посмертно), командир пулемётного расчёта 54-го стрелкового полка, 25-й Чапаевской дивизии, Приморской армии, Крымского фронта. Умерла от ран, полученных в бою.
- Семёнов-Тян-Шанский, Андрей Петрович (75) — русский, советский географ, энтомолог, колеоптеролог и переводчик, сын Петра Петровича Семёнова-Тян-Шанского. Умер от воспаления лёгких в блокадном Ленинграде.

## 9 марта
- Кравчук, Михаил Филиппович (49) — советский украинский математик, автор многочленов Кравчука и матриц Кравчука. Репрессирован. Умер в советском лагере.
- Новиков, Александр Евдокимович (19) — советский военный лётчик, участник Великой Отечественной войны, Герой Советского Союза (посмертно). Погиб в бою.

## 10 марта
- Гудвин, Амина (74) — английская пианистка.
- Одаджич, Любица (28) — югославская партизанка, Народный герой Югославии (посмертно). Казнена немецкими оккупантами.
- Тихомиров, Илья Кузьмич (31) — Герой Советского Союза.

## 11 марта
- Евгений Лобанов — старший лейтенант Рабоче-крестьянской Красной Армии, участник Великой Отечественной войны, Герой Советского Союза.
- Ончуков, Николай Евгеньевич — российский фольклорист, этнограф, журналист и издатель, действительный член Императорского русского географического общества. Репрессирован. Умер в советском лагере.

## 12 марта
- Бош, Роберт (80) — немецкий промышленник, инженер и изобретатель; основатель компании Robert Bosch GmbH.
- Брэгг, Уильям Генри (79) — английский физик, лауреат Нобелевской премии по физике за 1915 год, Президент Королевского общества (1935—1940)
- Мукер, Иван (27) — югославский рабочий, партизан Народно-освободительной войны и Народный герой Югославии (посмертно). Самоубийство во избежание плена.
- Йованович, Жикица — югославский военный деятель, участник Гражданской войны в Испании и Народно-освободительной войны Югославии. Народный герой Югославии (посмертно), организатор партизанского антифашистского движения в Западной Сербии. Погиб в бою.
- Лилль, Пауль (60) — эстонский военный деятель, генерал-лейтенант. Умер в советской тюрьме.
- Юдин, Михаил Владимирович (29) — советский офицер, участник Гражданской войны в Испании, Герой Советского Союза (1937). Участник Великой Отечественной войны. Погиб в бою.

## 13 марта
- Мескупас, Шмуелис-Ицикас Маушевич — советский литовский партийный деятель.

## 14 марта
- Савич, Никанор Васильевич (72) — российский политический деятель. Умер в Париже.
- Федде, Фридрих Карл Георг (68) — немецкий ботаник польского происхождения.
- Чистов, Алексей Иванович — член IV Государственной Думы от Московской губернии. Погиб в результате нечасного случая.

## 15 марта
- Макмердо, Артур Хейгейт (90) — английский художник и архитектор.
- Плашкин, Борис Иосифович (24) — старший лейтенант Рабоче-крестьянской Красной Армии, участник Великой Отечественной войны, Герой Советского Союза.
- Хромов, Пётр Филиппович — советский поэт, участник Великой Отечественной войны. Погиб в бою.
- Цемлинский, Александр фон (70) — австрийский композитор и дирижёр еврейского происхождения. Умер от пневмонии в Нью-Йорке.

## 16 марта
- Воног, Владимир Донатович — советский футболист, судья. Заслуженный мастер спорта СССР (1934). Судья всесоюзной категории (1938). Погиб в блокадном Ленинграде.
- Гёдрих, Август фон (82) — немецкий велогонщик, серебряный призёр летних Олимпийских игр в Афинах 1896 в шоссейной гонке.
- Перельман, Яков Исидорович (59) — российский, советский учёный, популяризатор физики, математики и астрономии, один из основоположников жанра научно-популярной литературы. Умер от голода в блокадном Ленинграде.

## 17 марта
- Амит, Осман (32) — советский крымскотатарский писатель, переводчик.
- Нейдгардт, Дмитрий Борисович (80) — российский государственный деятель, градоначальник Одессы (1903—1905), член Государственного совета. Умер в Париже.
- Тарасов, Николай Григорьевич (75) — российский и советский краевед и педагог, специалист в области методики преподавания истории. Доктор педагогических наук (1940), профессор.

## 18 марта
- Благоевич, Вера (21) — сербская студентка-антифашистка, врач Народно-освободительной армии, Народный герой Югославии (помертно). Казнена немецкими оккупантами.
- Данько, Наталья Яковлевна — советский скульптор-керамист. Умерла после эвакуации из блокадного Ленинграда.
- Стефан (Знамировский) — священнослужитель Русской православной церкви, епископ Шадринский (1924—1927), епископ Калужский и Боровский (1927—1928), епископ Вятский и Слободской (1929—1930), епископ Ульяновский(1933), архиепископ Вологодский и Тотемский (1934—1936). Неоднократно репрессировался. Расстрелян по приговору суда.
- Стэр, Филип Уилсон (81) — — английский художник, один из лидеров английских импрессионистов.
- Фёдор Щербатской (75) — русский и советский востоковед.

## 19 марта
- Диас, Хосе (46) — испанский профсоюзный деятель, генеральный секретарь Коммунистической партии Испании (1932—1942), самоубийство.
- Меррием, Клинтон Харт (86) — американский зоолог и ботаник.
- Оплеснин, Николай Васильевич (27) — участник Великой Отечественной войны, младший лейтенант, Герой Советского Союза.
- Пичугин, Евгений Иванович (20) — участник Великой Отечественной войны, Герой Советского Союза.
- Турхан, Нарциз (62) — блаженный Римско-католической церкви, священник, монах из ордена францисканцев, мученик. Погиб в Дахау.

## 20 марта
- Дзержинский, Владислав Эдмундович (61) — врач-невролог и психиатр, профессор Екатеринославского университета, полковник медицинской службы Войска Польского, брат Феликса Эдмундовича Дзержинского. Расстрелян немецкими оккупантами.
- Калафати, Василий Павлович (73) — русский и советский композитор и музыкальный педагог. Умер в блокадном Ленинграде.
- Шульпин, Леонид Михайлович (36) — советский учёный, орнитолог. Участник Великой Отечественной войны. Погиб на фронте.

## 21 марта
- Дамиловский, Николай Александрович (61) — украинский архитектор.
- Димич, Нада (18) — югославская партизанка, участница Народно-освободительной борьбы в Югославии, Народный герой Югославии. Расстреляна усташами.
- Кобылянская, Ольга Юлиановна (78) — украинская писательница. Член Союза писателей СССР. Умерла в нацистской тюрьме.
- Трезвинский, Степан Евтропьевич (81) — оперный певец (бас-профундо). Герой Труда (1924). Заслуженный артист Республики (1925).
- Штырски, Йиндржих (42) — чешский художник и фотограф-сюрреалист, писатель, художественный критик, теоретик искусства, представитель восточноевропейского и международного авангарда. Покончил жизнь самоубийством.

## 22 марта
- Волков, Александр Александрович (56) — российский и французский кинорежиссёр и сценарист. Умер В Риме.
- Каминг, Фредерик (66) — британский крикетист, чемпион летних Олимпийских игр 1900.
- Кичкайлов, Александр Алексеевич (36) — советский военачальник, генерал-майор.
- Лихачёв, Пётр Тимофеевич (36) — помощник командира взвода 32-го стрелкового полка 19-й стрелковой дивизии 5-й армии Западного фронта, старший сержант. Герой Советского Союза (посмертно). Погиб в бою.
- Рущинский, Михаил Осипович (47) — советский футболист и футбольный тренер.

## 23 марта
- Альвеар, Марсело Торкуато де (73) — президент Аргентины (1922—1928).
- Боярко, Алексей Павлович (38) — советский государственный и партийный деятель, секретарь Черновицкого подпольного областного комитета КП(б) Украины (1941), казнён.
- Луцкевич, Антон Иванович (58) — белорусский политик, общественный деятель, историк, публицист и литературовед, один из основателей белорусского национального движения в XX веке. Председатель Совета министров и министр иностранных дел Белоруссии (1918—1920). Репрессирован.
- Маргерит, Виктор (75) — французский романист, драматург, поэт, публицист и историк
- Пумпур, Пётр Иванович (41) — советский военачальник, участник Гражданской войны в Испании, командир истребительной группы Мадридского фронта, Герой Советского Союза, генерал-лейтенант авиации. Расстрелян органами НКВД. Реабилитирован посмертно.
- Федосеев, Михаил Андреевич (29) — Герой Советского Союза.
- Шталекер, Вальтер (41) — доктор юриспруденции, бригадефюрер СС, генерал-майор полиции, командир айнзатцгруппы А, начальник ЗиПо и СД рейхскомиссариата Остланд. Умер от раны, полученной в бою с партизанами.

## 24 марта
- Чибирас, Криступас (53) — литовский католический священник, теолог, общественный деятель. Погиб под бомбами советской авиации.

## 25 марта
- Вейк, Николас ван (61) — голландский филолог-славист.
- Голубец, Иван Карпович (25) — старший матрос-пограничник, участник Великой Отечественной войны, Герой Советского Союза (1942, посмертно), погиб в осаждённом Севастополе.
- Досифей (Протопопов) (55) — — священнослужитель Русской Православной Церкви, архиепископ Саратовский и Царицынский.
- Карр, Уильям (55) — американский гребец, чемпион летних Олимпийских игр 1900.
- Кирилкин, Иван Тарасович — первый директор Краматорского завода тяжёлого машиностроения и судостроительного завода № 402 в г. Молотовск. Репрессирован, погиб в советском лагере.
- Корольков, Дмитрий Николаевич (83) — российский и советский учёный-языковед, профессор
- Терлецкий, Александр Степанович — комиссар Балаклавского партизанского отряда в 1942 году. Казнён немецкими оккупантами.

## 26 марта
- Лаганский, Еремей Миронович (54) — советский публицист, драматург, журналист. Погиб на фронте Великой Отечественной войны.
- Мартынов, Александр Максимович (30) — советский офицер, танкист-ас, участник Великой Отечественной войны, Герой Советского Союза. Погиб в бою.
- Симонок, Владимир Поликарпович — участник Великой Отечественной войны, Герой Советского Союза.
- Стаменкович, Коста (48) — югославский рабочий, партизан Народно-освободительной войны Югославии, Народный герой Югославии (посмертно). Погиб в бою.
- Тёрох, Илья Иванович — композитор, общественный деятель и поэт, принадлежавший к галицко-русскому направлению. Умер в Нью-Йорке.
- Ходжаш, Самуил Моисеевич (60) — адвокат, общественный деятель Евпатории, спасший от уничтожения немцами крымских караимов. Расстрелян немецкими оккупантами.
- Шихарев, Александр Фёдорович (26) — участник Великой Отечественной войны, Герой Советского Союза.

## 27 марта
- Аксентиевич, Влада (26) — югославский студент, партизан Народно-освободительной войны Югославии, Народный герой Югославии. Казнён немецкими оккупантами.
- Гонсалес, Хулио (скульптор) (65) — испанский скульптор и художник.
- Жагар, Стане (46) — словенский школьный учитель, участник Народно-освободительной войны Югославии. Народный герой Югославии. Погиб в бою с немецкими оккупантами.
- Уилкокс, Джон Уолтер (60) — офицер ВМС США, контр-адмирал, командир оперативного соединения № 39 (TF39). Утонул в море во время шторма.

## 28 марта
- Сильницкий, Михаил Фёдорович (21) — Герой Советского Союза
- Эрнандес, Мигель — испанский поэт и драматург, участник Гражданской войны. Умер от туберкулёза во франкистской тюрьме.

## 29 марта
- Имай Насыри (43) — башкирский писатель, журналист, общественный деятель. Репрессирован, умер в заключении.

## 30 марта
- Павлов, Фёдор Павлович (26) — Герой Советского Союза.
- Сапрыгин, Николай Евменьевич (64) — участник революционного движения, государственный и общественный деятель СССР.

## 31 марта
- Беляков, Александр Васильевич — командир Красной Армии, лейтенант, один из активистов и идеологов подпольной антифашистской организации действовавшей в оккупированном Ржеве в период с 1941 по 1942 год. Казнён немецкими оккупантами.
- Волобуев, Константин Максимович — комбриг, деятель органов государственной безопасности.
- Ермаков, Иван Дмитриевич (66) — русский и советский психиатр, психолог, художник и литературовед, один из пионеров психоанализа в Советской России. Репрессирован. Умер в тюремной больнице.
- Кайев, Лев Алексеевич (29) — советский шахматист и шахматный композитор. Погиб на фронте.
- Зиттард, Альфред (63) — немецкий органист и композитор.
- Мигунов, Василий Васильевич (23) — советский военный лётчик, старший лейтенант. Участник Второй мировой войны, лётчик 29-го истребительного авиационного полка 31-й смешанной авиационной дивизии ВВС. Герой Советского Союза. Погиб в бою.
- Новожёнов, Владимир Иванович — разведчик разведотдела штаба 31 армии, красноармеец, один из активистов и идеологов подпольной антифашистской организации действовавшей в оккупированном Ржеве в период с 1941 по 1942 год. Казнён немецкими оккупантами.
- Телешев, Алексей Петрович (26) — командир Красной Армии, Младший воентехник, организатор и руководитель подпольной антифашистской организации действовавшей в оккупированном Ржеве в период с 1941 по 1942 год. Казнён немецкими оккупантами.